# Quartier de l’Hôpital Saint-Louis
Hôpital Saint-Louis ist das 40. der 80 Quartiers (Stadtviertel) von Paris. Es liegt im nordöstlichsten Teil der Stadt und gehört zum 10. Arrondissement. Es ist nach dem Hôpital Saint-Louis benannt und hat rund 30.000 Einwohner.
Hier befinden sich:

Hôpital Saint-Louis: eines der vier Quartiers des 10. Arrt.

- Canal Saint-Martin mit dem Quai de Jemmapes
- Église Saint-Joseph-Artisan de Paris
- Jardin Villemin
- Médiathèque Françoise Sagan

## Verkehrsanbindung
Das Viertel ist durch sechs Linien der Métro Paris erschlossen. Die Stationen sind:
- Norden: Jaurès (Métro Paris)
- Norden: Louis Blanc (Métro Paris)
- Westen: Château-Landon (Métro Paris)
- Westen: Gare de l’Est (Métro Paris)
- Osten: Colonel Fabien (Métro Paris)
- Süden: Belleville (Métro Paris)
- Süden: Goncourt (Métro Paris)

## Persönlichkeiten
- Achille Joinard (1889–1958), Sportfunktionär